# Wottava Tibor
Wottava Tibor (1922. – 1979. szeptember 16.) magyar nemzetközi labdarúgó-játékvezető.

## Pályafutása

### Labdarúgóként
Sporttevékenysége a székesfehérvári Alba Regiából indult el, hátvédet játszott. A labdarúgással kapcsolatos elméleti iskola minden lépcsőfokát megjárta, volt intéző, szervező, szakosztályvezető.

### Labdarúgó-játékvezetőként

#### Nemzeti játékvezetés
Az élvonalban 1963-ban, a Szeged–Diósgyőr (0:2) bajnoki mérkőzésen debütált. Az aktív nemzeti játékvezetéstől 1971-ben búcsúzott, az Újpest–Eger (5:1) bajnoki mérkőzés irányításával. Első ligás mérkőzéseinek száma: 78.

#### Nemzetközi játékvezetés
A Magyar Labdarúgó-szövetség (MLSZ) Játékvezető Bizottsága 1966-ban terjesztette fel nemzetközi játékvezetőnek, a Nemzetközi Labdarúgó-szövetség (FIFA) bíróinak keretébe. Több nemzetek közötti válogatott- és klubmérkőzést vezetett. Nemzetközi játékvezetői pozícióját 1969-ig megőrizte.

## Statisztika

### Nemzetközi válogatott mérkőzése
| #  | Dátum             | Helyszín              | Hazai         | Eredmény | Vendég   | Kiírás     | Gólok | Esemény |
| -- | ----------------- | --------------------- | ------------- | -------- | -------- | ---------- | ----- | ------- |
| 1. | 1967. október 29. | Krakkó, Wisla Stadion | Lengyelország | 0 – 0    | Románia  | barátságos | -     |         |
|    | Összesen          |                       |               | 1        | mérkőzés |            |       |         |